# 达德利天文台

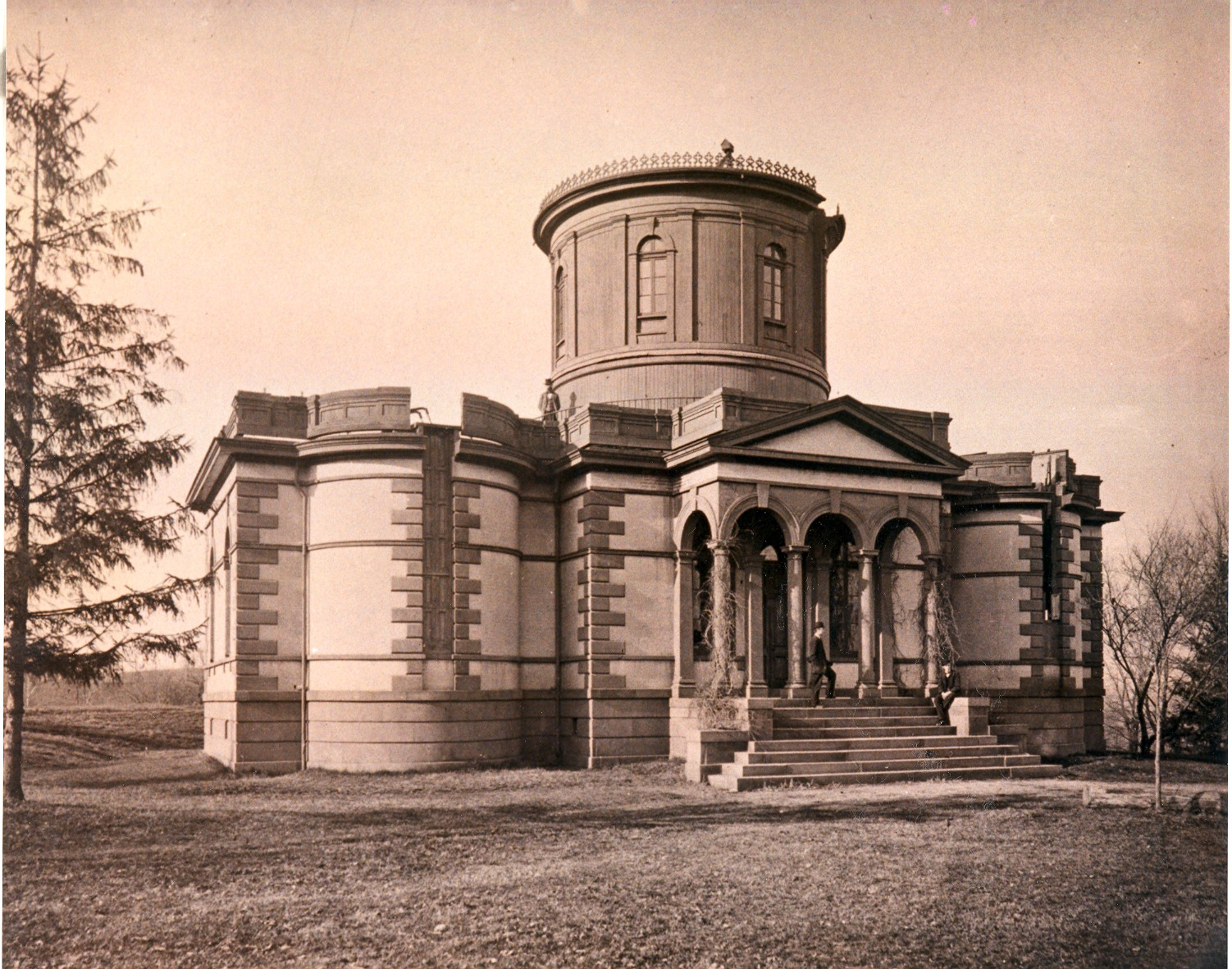
天文台的第一座建筑（摄于1880年）

达德利天文台（英語：Dudley Observatory）坐落于美国的斯克内克塔迪 (纽约州)，与奥尔巴尼药学院、奥尔巴尼法学院、奥尔巴尼医学院、联合研究生学院以及联合学院一起，同属于联合大学。

## 历史
该天文台成立于1852年，为美国最老的独立天文研究机构。如今达德利天文台向职业研究提供一些研究奖金，也向年轻学生提供拓展基金。该天文台已经不再进行天文观测。
达德利天文台以前联邦参议员查尔斯·爱德华·达德利的名字命名。达德利居住在纽约州，于1841年去世，他的遗孀白郎蒂娜在他死后将达德利天文台捐赠了出去。